# Игрок матча
Игрок матча или лучший игрок матча — в разных видах спорта игрок, который показал наибольшую результативность в матче. Это может быть игрок любой команды, хотя игрок матча обычно выбирается из команды, которая победила.

## Футбол
В футболе награда «игрок матча» или «лучший игрок матча» обычно присуждается игроку на стороне команды-победителя. Награду часто получают игроки, оформившие хет-трик, или вратари, которые под давлением противника продолжают играть на ноль.
Игрока матча часто выбирает официальный телекомментатор или спонсор. Однако не на всех соревнованиях есть официальный приз игрока матча, поэтому иногда награды присуждаются веб-сайтами или газетами.

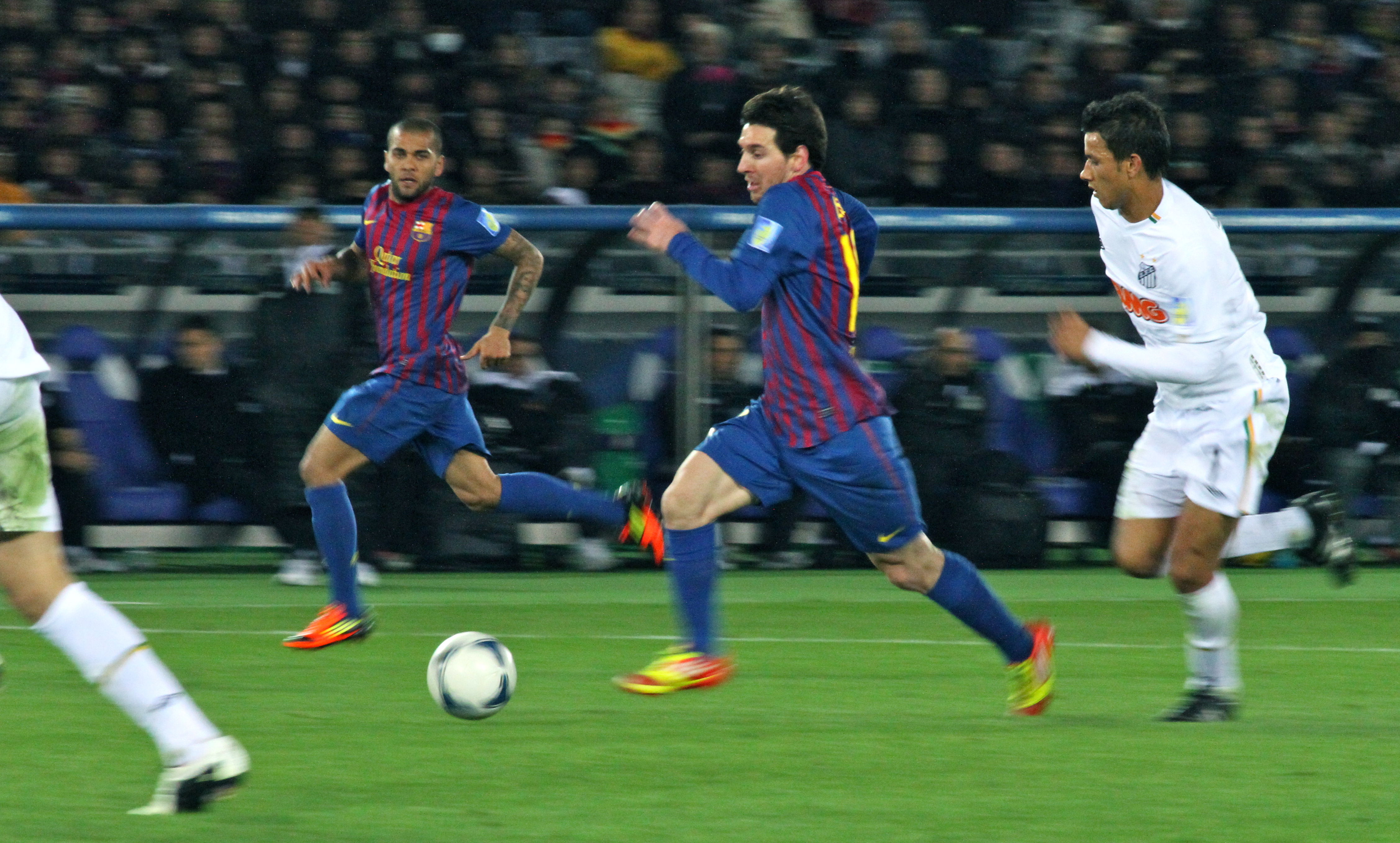
Лионель Месси играет за «Барселону» в финале клубного чемпионата мира по футболу 2011 года, в котором он получил награду лучшего игрока матча.

### Мужской футбол

#### Самые титулованные «игроки матча» на чемпионатах мира (с 2002)[2]
По состоянию на 19 декабря 2022 года
| Номер | Игрок             | Победы | Чемпионаты мира с наградой |
| ----- | ----------------- | ------ | -------------------------- |
| 1     | Лионель Месси     | 11     | 2010, 2014, 2018, 2022     |
| 2     | Криштиану Роналду | 7      | 2010, 2014, 2018, 2022     |
| 3     | Арьен Роббен      | 6      | 2006, 2010, 2014           |
| 4     | Килиан Мбаппе     | 5      | 2018, 2022                 |
| 4     | Лука Модрич       | 5      | 2018, 2022                 |
| 4     | Луис Суарес       | 5      | 2010, 2014, 2018           |
| 7     | Антуан Гризманн   | 4      | 2018, 2022                 |
| 7     | Эден Азар         | 4      | 2014, 2018                 |
| 7     | Кэйсукэ Хонда     | 4      | 2010, 2014                 |
| 7     | Гарри Кейн        | 4      | 2018, 2022                 |
| 7     | Мирослав Клозе    | 4      | 2002, 2006                 |
| 7     | Томас Мюллер      | 4      | 2010, 2014                 |
| 7     | Неймар            | 4      | 2014, 2018, 2022           |
| 7     | Пак Чи Сон        | 4      | 2002, 2006, 2010           |
| 7     | Хамес Родригес    | 4      | 2014, 2018                 |
| 7     | Уэсли Снейдер     | 4      | 2010                       |

#### Самые титулованные «игроки матча» (с 2009)[3]
1. Лионель Месси — 306 (52% матчей)
2. Криштиану Роналду – 175 (35% матчей)
3. Златан Ибрагимович – 116 (26% матчей)
4. Эден Азар – 100 (19% матчей)
5. Неймар – 87 (28% матчей)
6. Роберт Левандовский – 86 (17% матчей)
7. Гарри Кейн – 79 (21% матчей)
8. Кевин Де Брёйне – 76 (18% матчей)
9. Гарет Бейл – 73 (17% матчей)
10. Луис Суарес – 72 (16% матчей)
11. Антуан Гризманн – 70 (13% матчей)
12. Карим Бензема – 70 (12% матчей)
13. Димитри Пайет – 67 (14% матчей)
14. Мемфис Депай – 66 (18% матчей)
15. Алексис Санчес – 64 (14% матчей)
16. Гонсало Игуаин – 60 (12% матчей)
17. Набиль Фекир – 58 (20% матчей)
18. Килиан Мбаппе – 57 (22% матчей)
19. Арьен Роббен – 57 (20% матчей)
20. Поль Погба – 57 (14% матчей)

#### Самые титулованные «игроки матча» в чемпионатах (лигах) (с 2009)[4]
Ла Лига: Лионель Месси (196)
Премьер-лига: Эден Азар (62)
Бундеслига: Марко Ройс (48)
Лига 1: Златан Ибрагимович (42)
Серия А: Алехандро Гомес (38)

## Крикет
В крикете награда лучшему игроку матча стала обычным явлением в матчах в середине 1980-х годов. Титул лучшего игрока матча обычно присуждается игроку, чей вклад считается наиболее важным для победы в игре.
В одном матче, состоявшемся 3 апреля 1996 года между игроками сборной Новой Зеландии и сборной Вест-Индии, все игроки из сборной Новой Зеландии были удостоены награды «Лучший игрок матча». Это был первый случай, когда наградой была награждена целая команда.

## Регби
В регбилиге и в классическом регби часто вручают награды лучшего игрока матча или игрока матча. В транслируемых по телевидению или спонсируемых матчах официальный комментатор или спонсор часто решает, кто получит награду, и она вручается победителю после матча.